# Seongju
Huyện Seongju (Seongju-gun; âm Hán Việt: Tinh Châu Quận) là một huyện ở tỉnh Gyeongsang Bắc, Hàn Quốc. Huyện này có diện tích 616,28 km², dân số 51.028 người.  Phía tây huyện này giáp Daegu.